# الأقباط في السودان

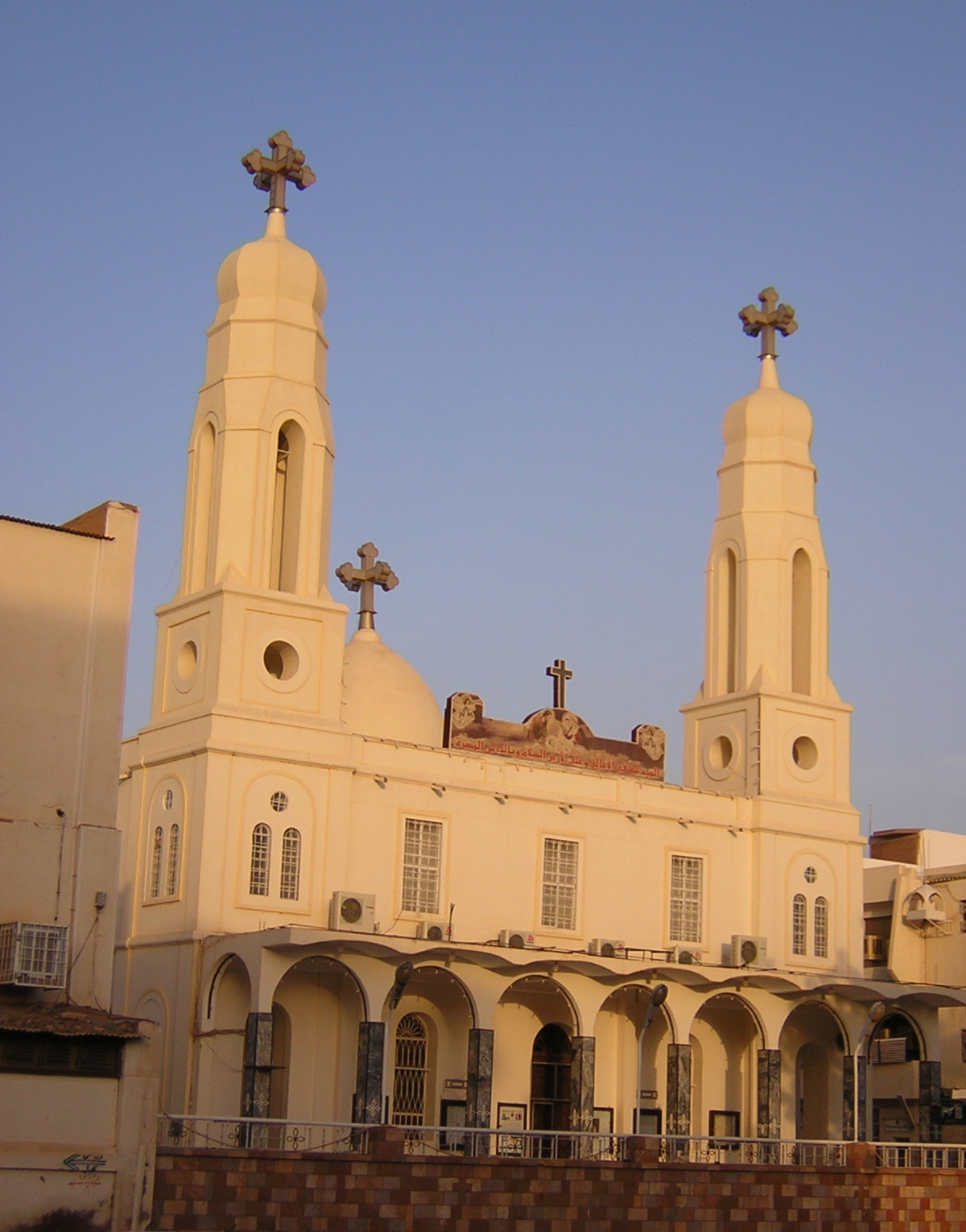
كاتدرائية السيدة العذراء القبطيَّة في الخرطوم.

تأثير الكنيسة القبطية الأرثوذكسية لا تزال موجودة بشكل هامشي في السودان، مع مئات الآلاف من الأتباع المتبقيين. في عام 2011، انفصلت المناطق ذات الأغلبية المسيحية في جنوب السودان لتشكيل دولة جديدة. يتعرض المسيحيين في جبال النوبة، وهي منطقة تحوي أغلب الثروة المعدنية في البلاد، للإضطهاد. وقد وصفت العمليات العسكرية والحكومية السودانية ضد شعب النوبة بالتطهير العرقي. وصلت أعدداهم في السابق إلى 500,000 نسمة، أو ما يزيد قليلاً عن 1% من السكان السودانيين. وبسبب مستوى تعليمهم المتقدم، كان لهم دور بارز في الحياة الحياة الاجتماعية والثفافية في الدولة. ولقد واجهوا أحيانًا الاعتناق القسري إلى الإسلام، مما أدى إلى هجرتهم وانخفاض عددهم. وبينما تحجم العديد من المنظمات المسيحية عن التسجيل لدى الحكومة خوفًا من التدخل، اختار الأقباط تسجيل كنيستهم، وهي معفاة من ضريبة الأملاك.
لعب الأقباط دوراً سياسياً وثقافياً واجتماعياً وتعليمياً في تاريخ السودان الحديث، إذ أنشأوا أول مدرسة أهلية للبنات عام 1902، ثم المكتبة القبطية في 1908، وهي حافلة بأهم الكتب التاريخية، والمخطوطات، وكانت تقام فيها المسرحيات والندوات. مساهمة الاقباط في الحياة السياسية في السودان واضحة وجلية، تولى الأقباط عادة وظائف الصرافة والحسابات والبنوك. عمل عدد بلا حصر داخل الخدمة المدنية. عمل الكثيرون في هيئة السكك الحديدية. عمل الأقباط أيضًا في التجارة والطب. ونجح أقباط السودان في مجال الصناعة والتجارة بالعاصمة الخرطوم ومدن أخرى، مثل الأبيض وود مدني وشندي، وارتبطت مجموعات صناعية وتجارية كبرى بالأقباط والمسيحيين الأرثوذكس، مثل حجار وأيلي وبيطار. وأنشأ الأقباط أول مدرسة أهلية للبنات عام 1902 والمكتبة القبطية في 1908.
لا يوجد اختلافات ثقافيّة كبرى بين الأقباط والمحيط السوداني العام، بعض الاختلافات تنشأ من الفروق الدينية، ففي المناسبات الاجتماعية التي يكون المشاركون فيها من مسيحيين غالبًا ما تقدم مشروبات كحولية على خلاف ما هو سائد لدى أغلب المجتمعات العربيّة لكون الشريعة الإسلامية تحرّم مثل هذه المشروبات. تأثر المطبخ السوداني بالأطعمة المصرية، حيث أخذ الفول والكُشري من أقباط مصر فأصبحت هذه الأطباق شائعة بين معتنقي الديانة المسيحية، وبالأخص من هم على صلة قرابة بمسيحيي مصر.
يختتن الغالبية الساحقة من أقباط السودان من الذكور، حيث تفرض الكنيسة القبطية الأرثوذكسية شريعة الختان على الذكور وتعطيه بُعد ديني. وفقًا للتقاليد المسيحية الشرقية يتم ختان الأطفال من الذكور بعد ثمانية أيام من ولادتهم، أو قبل طقس المعمودية.
ومن ناحية ثانية فإن المسيحيين المصريين يستخدمون لفظ الجلالة «الله» للإشارة إلى الإله الذي يعبدونه، علمًا أن لفظ الجلالة المذكور قادم من الثقافة الإسلامية ولا مقابل لدى مسيحيي العالم الآخرين، باستثناء مالطة، حيث يستخدم مسيحيو الجزيرة لفظ الجلالة أيضًا.

## اصلهم
الأقباط هم سكان مصر قبل الفتح الإسلامي عام 640م، وترجع التسمية إلى كلمة «قبط» التي أطلقها العرب على مصر في العصر الجاهلي وفي صدر الإسلام. ويشكل الأقباط أكبر تجمّع مسيحي داخل الشرق الأوسط وشمال أفريقيا وإحدى أكبر التجمعات المسيحية في العالم الإسلامي. وتاريخياً، تحدث الأقباط باللغة القبطية، وهي لغة سليلة مباشر للمصريين الديموطيقيين الذين تحدثوا في العصور القديمة المتأخرة. يشكل الأقباط في مصر أكبر تجمّع مسيحي داخل الشرق الأوسط وشمال أفريقيا، فضلاً عن أكبر أقلية دينية في المنطقة، ويمثلون ما يقدر بين 6% إلى 9% من السكان المصريين. ويشكل الأقباط في السودان أكبر طائفة مسيحية في السودان، 
ينتمي معظم الأقباط إلى الكنيسة القبطية الأرثوذكسية، وهي كنيسة أرثوذكسية مشرقية. وإلى الكنيسة القبطية الكاثوليكية هي كنيسة كاثوليكية شرقية في شركة كاملة مع الكنيسة الكاثوليكية. وتم استهداف واضطهاد المسيحيين الأقباط عبر التاريخ، حيث عانى الأقباط من الاضطهاد الديني في عصور مختلفة تاريخيًا وحاليًا على حد سواء. ويحتفظ الأقباط من السلالة المصرية بهوية عرقية مميزة عن المسلمين المصريين، ويرفضون بشكل عام الهوية العربية.

## تاريخ

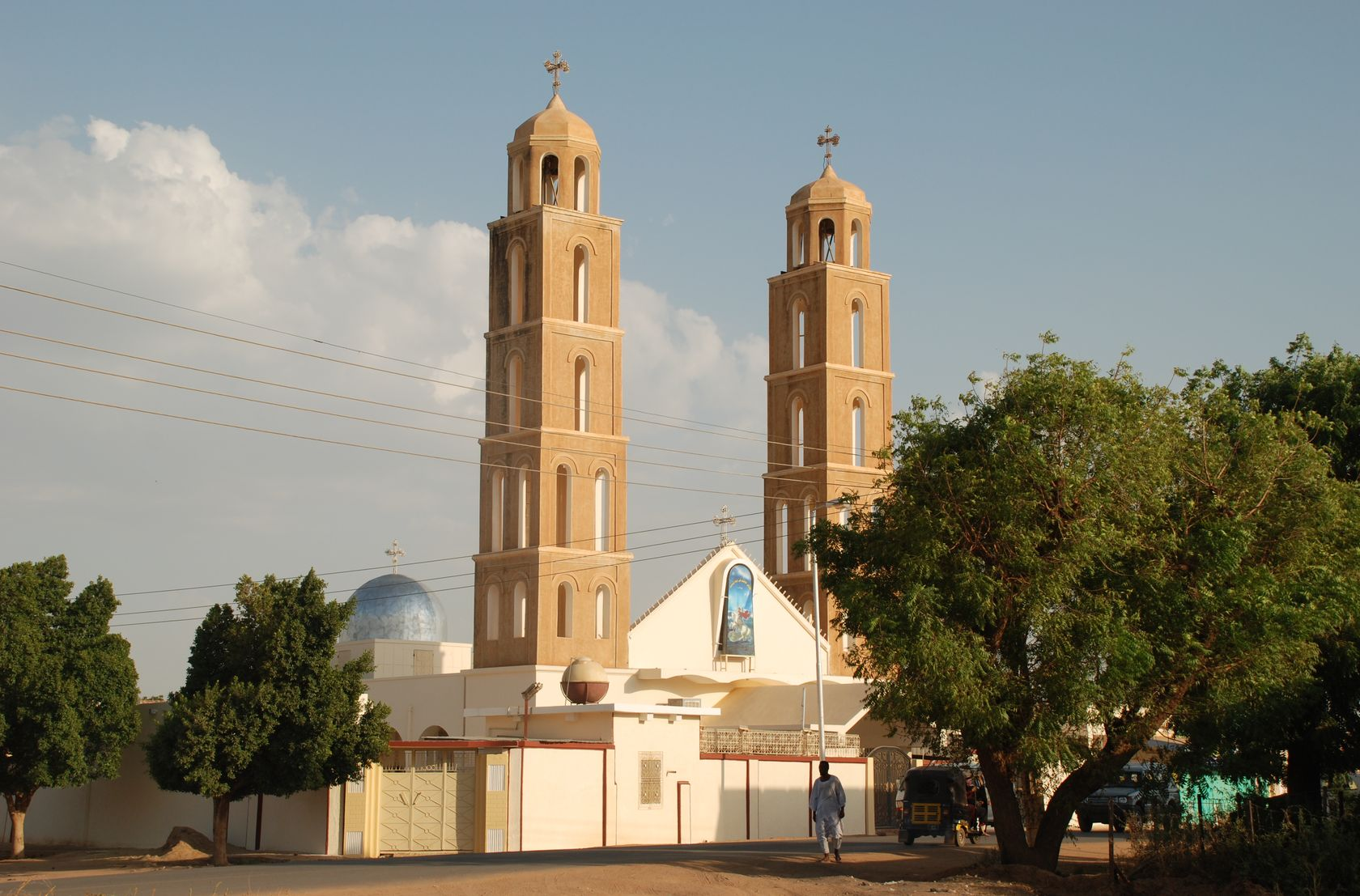
كنيسة قبطية في مدينة كوستي.

سجل التاريخ أن أول دخول للأقباط إلى السودان من مصر كان في القرن الرابع الميلادي، عندما انتشرت الكنيسة القبطية الأرثوذكسية في دولة النوبة في الشمال، ليعيشوا عقودا أخرى من الاستقرار اقتربوا فيها من دواوين الدولة  واستقر اللاجئون الأقباط الفارين من الاضطهاد الإسلامي في مملكة المقرة، بينما كان الكهنة والأساقفة النوبيون يدرسون في الأديرة المصرية.
منذ القرن السابع عشر كانت الجماعات المسيحية الأجنبية، ومعظمهم من التجار، حاضرين في سلطنة سنار، بما في ذلك الأقباط والإثيوبيون والإغريق والأرمن والبرتغاليين. وكانت السلطنة أيضًا بمثابة محطة للمسيحيين الإثيوبيين المسافرين إلى مصر والأراضي المقدسة وكذلك المبشرين الأوروبيين المسافرين إلى إثيوبيا.  وعاد الأقباط مرة أخرى بالتواجد في الأراضي السودانيَّة بشكل ملحوظ، مع الاحتلال التركي المصري للبلاد عام 1821 حيث قدموا كموظفين، واستمر منذ ذلك الوقت وجودهم في السودان. عندما بسطت الدولة المهدية نفوذها في ربوع السودان كدولة إسلامية طالبت المسيحيين، ابتداءاً من الأقباط في داخلها وانتهاء بالملكة فيكتوريا ملكة بريطانيا، باعتناق الإسلام. وبينما لم تكترث الملكة فيكتوريا التي بعثها لها عبد الله التعايشي، الا أنَّ أقباط البلاد في ذلك الحين لم يكن لديهم حل سوى الإذعان لرغبة حاكمهم أو الهجرة أو الموت.
 واضطر الكثير منهم لإعتناق الإسلام صيانة لحياتهم ومصالحهم وتزوج بعضهم من مسلمي المهدية، حيث أجبرت الدولة المهدية الأقباط المحتمين بحي المسالمة على اعتناق الإسلام أو دفع الجزية. وكان مركزهم الرئيسي في مدينة أمدرمان وأُطلق على الحي الذي تمركزوا فيه بحثاً عن الإحتماء بعضهم ببعض ب ـ«المسالمة».

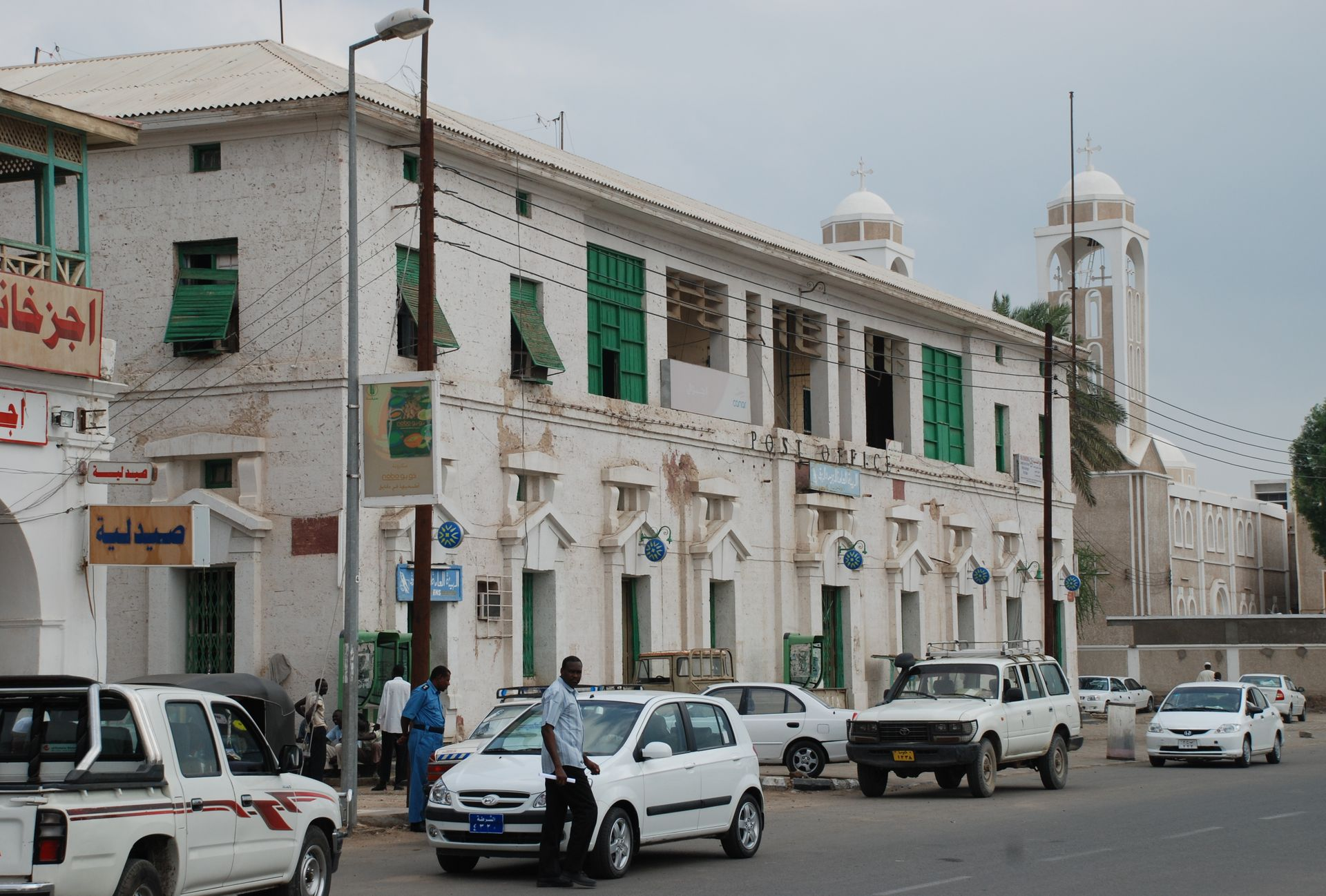
كنيسة قبطية في مدينة بورتسودان.

بعد انهيار الدولة المهدية (1885-1898) أي تزامناً مع بدء الاحتلال الإنكليزي المصري (1898-1955) بدأ تدفق الأقباط للبلاد بأعداد كبيرة، وأدَّى دخول الاحتلال الثنائي الإنجليزي المصري للبلاد في نهاية القرن التاسع عشر إلى جعل أقباط السودان يتنفسون الصعداء ويعودوا إلى ديانتهم المسيحية الأصلية التي حُرموا منها لسنين عدة. خلال هذه الحقبة أصبح الأقباط من الصفوة المقربة للحاكم في الدوائر الرسميَّة تاركين بصمتهم في الصيرفة والإدارة والتعليم. وأتاح الغزو لأنكلو-مصري في عام 1898 لمسيحيين عموماً والأقباط خصوصاً حرية دينية واقتصادية أكبر، وعمل الأقباط كحرفيين وتجار إلى التجارة والبنوك والهندسة والطب والخدمة المدنية. خلال القرن التاسع عشر، قام المبشرين البريطانيين بنشر المسيحية في جنوب السودان. حدت السلطات الإستعمارية البريطانية النشاط التبشيري في المنطقة الجنوبية المتعددة الأعراق. واستمرت الكنيسة الأنجليكانية في إرسال المبشرين وغيرها من المساعدات الخيرية بعد استقلال البلاد في عام 1956. أدَّت ضيق المساحات الآخر التي تعرض لها الأقباط مع تولي ثورة الإنقاذ للسلطة بالسودان عام 1989 إلى أن تكون أقسى الفترات التي مرت على الأقباط في البلاد حيث هاجر عشرات الآلاف من أبنائها الذين آثروا بيع أملاكهم والرحيل بصمت ليحل بهم الرحال في أنحاء أوروبا الغربية والولايات المتحدة وأستراليا وكندا.
جعلت الكفاءة القبطية في الأعمال والإدارة إلى وضعهم كأقلية مميزة. ودفعت عودة الإسلام المتشدد في منتصف عقد 1960 والمطالب اللاحقة للمتطرفين إلى دستور إسلامي، الأقباط إلى الانضمام إلى معارضة شعبية للحكم الديني. وتعرض المسيحيين في السودان لإضطهادات في ظل الأنظمة العسكرية المختلفة. ومع وصول العقيد جعفر النميري إلى الحكم عبر ما عرف بانقلاب مايو عام 1969، أعلن في عام 1970 سياسة التأميم التي صادر بموجبها ممتلكات للأقباط، ومنذ أن أعلن الرئيس السوداني السابق جعفر نميري تطبيق قوانين الشريعة الإسلامية عام 1983، أصاب التخريب بنية الحياة المدنية السلمية المبنية على التعايش بين الثقافات والأعراق والديانات. وشعر الأقباط بالتهديد الكافي للانضمام إلى الحملة ضد القوانين الجديدة. قلل نظان نميري من مكانة الأقباط كشهود في المحكمة وألغى البيع القانوني للكحول، مما أثر على وضع الأقباط بصفتهم تجاراً غير مسلمين. بعد الإطاحة بجعفر نميري، شجع القادة الأقباط دعم مرشح علماني في انتخابات عام 1986. عندما استولت الجبهة الإسلامية الوطنية على السلطة في عام 1989، عاد التمييز بشكل جدي.

## اعمالهم
بسبب مستوى تعليم الأقباط المتقدم، كان لهم دور بارز في الحياة الحياة الاجتماعية والثفافية في الدولة. ولقد واجهوا أحيانًا الاعتناق القسري إلى الإسلام، مما أدى إلى هجرتهم وانخفاض عددهم. وبينما تحجم العديد من المنظمات المسيحية عن التسجيل لدى الحكومة خوفًا من التدخل، اختار الأقباط تسجيل كنيستهم، وهي معفاة من ضريبة الأملاك. لعب الأقباط دوراً سياسياً وثقافياً واجتماعياً وتعليمياً في تاريخ السودان الحديث، إذ أنشأوا أول مدرسة أهلية للبنات عام 1902، ثم المكتبة القبطية في 1908، وهي حافلة بأهم الكتب التاريخية، والمخطوطات، وكانت تقام فيها المسرحيات والندوات. مساهمة الاقباط في الحياة السياسية في السودان واضحة وجلية، تولى الأقباط عادة وظائف الصرافة والحسابات والبنوك. عمل عدد بلا حصر داخل الخدمة المدنية. عمل الكثيرون في هيئة السكك الحديدية. عمل الأقباط أيضًا في التجارة والطب. ونجح أقباط السودان في مجال الصناعة والتجارة بالعاصمة الخرطوم ومدن أخرى، مثل الأبيض وود مدني وشندي، وارتبطت مجموعات صناعية وتجارية كبرى بالأقباط والمسيحيين الأرثوذكس، مثل حجار وأيلي وبيطار. وأنشأ الأقباط أول مدرسة أهلية للبنات عام 1902 والمكتبة القبطية في 1908.
وعرف الأقباط بالعمل في التجارة البسيطة، مثل الأواني المنزلية والبعض تضرر كثير حين إعلان حكومة الرئيس الأسبق جعفر محمد نميري تنفيذ أحكام الشريعة الاسلامية علماً أنهم كانوا يركزون في تجارتهم على بيع المشروبات الكحولية وقد أمر نميري بإغلاق المحال التي تبيعها واهتمت الطائفة بتعليم أبنائها في مدارس خاصة وقد خرّجت عدداً كبيراً من الأطباء والمحاسبين الذين عملوا في المؤسسات الحكومية أو المصارف أو الشركات الخاصة وغيرها، موضحاً أن كثيرين منهم هاجروا إلى أوروبا، لكنهم عادوا خلال السنوات الأخيرة وافتتحوا مشاريع تجارية، وقد برز العديد من رجال الأعمال من صفوفهم. يضيف أن للأقباط مساهمات إنسانية خيرية ظاهرة، مثل مبادرة الأطباء لتوفير العلاج المجاني للفقراء في بعض أيام الأسبوع.

## الحالة الاجتماعية
حصر الأقباط الزواج داخل أفراد الطائفة القبطية يأتي التزاماً بقانون الكنيسة القبطية التي لا تقبل الزواج حتى من الطوائف المسيحية الأخرى الأقباط يحلمون مثل غيرهم من السودانيين بتحول البلاد إلى دولة عظمى تقوم أولاً وأخيراً على الأخلاق والالتزام بحقوق المواطنة
على المستوى الرسمي هناك احترام من الحكومة للأقباط حيث يتم منحهم إجازات للعطلات الخاصة بأعيادهم، ويشارك المسلمون اخوانهم الأقباط السودانيين في أعيادهم بالتوقف عن العمل في عطلات الأقباط (مثل عيد عيد الميلاد). وكذلك يقيم الأساقفة حفل إفطار رمضاني لأعضاء الحكومة السودانية، وترد الحكومة بدعوة رجال الدين المسيحي لمناسبات القصر الجمهوري المختلفة. وهناك توادد وتراحم بين الأقباط والمسلمين في السودان بصورة يندر وجودها في أي مكان آخر في العالم فقد طغت القيم السودانية على كل الاختلافات الدينية والطائفية. لذلك لا يمكن للمراقب أن يتوقع اي انفجار لأعمال عنف أو نزاعات بين المسلمين والأقباط في السودان.

## ديموغرافيا
آخر احصائية نشرها مركز بيو الأمريكي للأبحاث، في العام 2012 أشارت إلى أن عددهم بلغ 1.4 مليون نسمة، منتشرون في معظم مدن السودان الرئيسة، وأكبر تجمع لهم في مدينة عطبرة شمالا، كما يوجد تجمع كبير آخر في أم درمان، غربي العاصمة الخرطوم.

## مرجع
1. ↑  Sheen J. Freedom of Religion and Belief: A World Report. Routledge, 1997. p.75.
2. 1 2  The Martyrs of Sudan: Yesterday, Today, Tomorrow | 50 Days of Fabulous نسخة محفوظة 19 ديسمبر 2017 على موقع واي باك مشين.
3. ↑  Allegations of Ethnic Cleansing in the Nuba Mountains - The New York Times نسخة محفوظة 01 ديسمبر 2017 على موقع واي باك مشين.
4. ↑  Darfur Redux: Is 'Ethnic Cleansing' Occurring in Sudan's Nuba Mountains? - TIME نسخة محفوظة 08 ديسمبر 2016 على موقع واي باك مشين.
5. 1 2 3 4 5 6 7 8 9 10 11 12 13 14  Minority Rights Group International, World Directory of Minorities and Indigenous Peoples – Sudan : Copts, 2008, available at: http://www.unhcr.org/refworld/docid/49749ca6c.html [accessed 21 December 2010] نسخة محفوظة 17 أكتوبر 2012 على موقع واي باك مشين.
6. 1 2  الأقباط، مؤسسو السودان الحديث نسخة محفوظة 10 يناير 2018 على موقع واي باك مشين.
7. 1 2  أقباط السودان: الحاضر المنسي في زمن الانفصال نسخة محفوظة 19 ديسمبر 2011 على موقع واي باك مشين.
8. 1 2 3 4 5 6 7 8 9  أقباط السودان.. فاعلون في المجتمع ويترقون في دنيا السياسة نسخة محفوظة 22 أغسطس 2019 على موقع واي باك مشين.
9. ↑  المطبخ السوداني من الداخل؛ نون بوست، 8 سبتمبر 2019 نسخة محفوظة 14 ديسمبر 2019 على موقع واي باك مشين.
10. ↑  عادةً ختان الذكور في الكنائس القبطيّة والكنائس الأخرى:
  - تحتفظ الكنيسة القبطية الأرثوذكسية في مصر وكنيسة التوحيد الأرثوذكسية الإثيوبية - وهي من أقدم أشكال المسيحية المبكرة - على العديد من المميزات التي تعود إلى عصور المسيحية المبكرة، بما في ذلك ختان الذكور.
  - "رغم أن شريعة الختان في المسيحية قد أسقطت في العهد الجديد أي أغلب الكنائس لا تلزم أتباعها بها ولا تمنعهم. بعض الكنائس المسيحية في جنوب أفريقيا تعارض هذه الممارسة، وتنظر إليها على أنها طقوس وثنية، في حين أن طوائف مسيحية أخرى، بما في ذلك الكنيسة في كينيا، تلزم أعضائها في الختان كطقس للعضوية؛ منها الكنائس البروتستانتية في كينيا، وزامبيا وملاوي تلزم في طقس الختان بسبب ذكر الختان في الكتاب المقدس وبسبب ختان يسوع."
  - "أسقطت شريعة الختان في المسيحية في المجمع الأول في أورشليم في حوالي العام 50 كما ذكر في الكتاب المقدس في سفر أعمال الرسل 15/ 23-30، الأ أن الكنائس الأرثوذكسية المشرقية مثل كنيسة التوحيد الأرثوذكسية الإثيوبية وكنيسة التوحيد الأرثوذكسية الإريترية والكنيسة القبطية الأرثوذكسية تفرض شريعة الختان على الذكور وتعطيه بُعد ديني".(بالإنجليزية) "circumcision"، موسوعة كولومبيا ، الطبعة السادسة، 2001-05. نسخة محفوظة 12 ديسمبر 2008 على موقع واي باك مشين.
11. ↑  "الأقباط في السودان". سودارس. مؤرشف من الأصل في 2018-10-29. اطلع عليه بتاريخ 2019-12-23.
12. ↑  Cole، Ethan (8 يوليو 2008). "Egypt's Christian-Muslim Gap Growing Bigger". The Christian Post. مؤرشف من الأصل في 2018-12-14. اطلع عليه بتاريخ 2008-10-02.
13. ↑  Bailey، Betty Jane؛ Bailey، J. Martin (2003). Who Are the Christians in the Middle East?. Wm. B. Eerdmans Publishing. ص. 145. ISBN:978-0-8028-1020-5. مؤرشف من الأصل في 2020-01-31.
14. ↑  Who are Egypt's Coptic Christians? نسخة محفوظة 19 أغسطس 2018 على موقع واي باك مشين.
15. ↑  The Actual War on Christians نسخة محفوظة 22 يوليو 2018 على موقع واي باك مشين.
16. ↑  Egyptian Christians flee Islamic State violence on Sinai Peninsula نسخة محفوظة 16 يناير 2018 على موقع واي باك مشين.
17. ↑  "ما لا تعرفونه عن أقباط السودان". RT Arabic. مؤرشف من الأصل في 2019-09-13. اطلع عليه بتاريخ 2019-12-23.
18. ↑  Werner 2013، صفحات 193-194.
19. ↑  O'Fahey & Spaulding 1974، صفحة 68.
20. ↑  Aregay & Selassie 1971، صفحات 68–70.
21. ↑  أقباط السودان: الحاضر المنسي في زمن الانفصال، بي بي سي، 9 يناير 2011. نسخة محفوظة 05 فبراير 2018 على موقع واي باك مشين.
22. ↑  عوض، الخرطوم ــ عبد الحميد. "أقباط السودان... مكوّن يأمل بحاضر أكثر إنصافاً". alaraby. مؤرشف من الأصل في 2019-12-16. اطلع عليه بتاريخ 2019-12-23.